# UFC 298
UFC 298: Volkanovski vs. Topuria（ユーエフシー・ツーナインティエイト：ヴォルカノフスキー・バーサス・トプリア）は、アメリカ合衆国の総合格闘技団体「UFC」の大会の一つ。2024年2月17日、カリフォルニア州アナハイムのホンダセンターで開催された。

## 大会概要
本大会は王者アレクサンダー・ヴォルカノフスキーと挑戦者イリア・トプリアによるUFC世界フェザー級タイトルマッチが組まれた。
本大会の入場収益は726万ドルを記録し、これはホンダセンターの入場収益最高記録となり、また、カリフォルニア州で開催された総合格闘技の大会の中でも入場収益最高記録を樹立した。

## 試合結果

### アーリープレリム
第1試合 女子フライ級 5分3R
○  ミランダ・マーベリック vs.  アンドレア・リー ×
3R終了 判定3-0（30-27、30-27、29-28）
第2試合 ウェルター級 5分3R
○  オーバン・エリオット vs.  バル・ウッドバーン ×
3R終了 判定3-0（30-27、30-27、29-28）
第3試合 ウェルター級 5分3R
○  ダニー・バーロウ vs.  ジョシュ・クインラン ×
3R 1:18 TKO（スタンドパンチ連打）

### プレリミナリーカード
第4試合 ライトヘビー級 5分3R
○  ジャン・ミンヤン vs.  ブレンドソン・ヒベイロ ×
1R 1:41 KO（左フック→パウンド）
第5試合 バンタム級 5分3R
○  中村倫也 vs.  カルロス・ヴェラ ×
3R終了 判定3-0（30-27、30-27、30-27）
第6試合 ヘビー級 5分3R
○  マルコス・ホジェリオ・デ・リマ vs.  ジュニア・タファ ×
2R 1:14 TKO（右カーフキック→パウンド）
第7試合 女子ストロー級 5分3R
○  アマンダ・レモス vs.  マッケンジー・ダーン ×
3R終了 判定3-0（29-28、29-28、29-28）

### メインカード
第8試合 ミドル級 5分3R
○  アンソニー・ヘルナンデス vs.  ロマン・コプィロフ ×
2R 3:23 リアネイキドチョーク
第9試合 バンタム級 5分3R
○  メラブ・ドバリシビリ vs.  ヘンリー・セフード ×
3R終了 判定3-0（29-28、29-28、29-28）
第10試合 ウェルター級 5分3R
○  イアン・ギャリー vs.  ジェフ・ニール ×
3R終了 判定2-1（30-27、28-29、30-27）
第11試合 ミドル級 5分3R
○  ロバート・ウィテカー vs.  パウロ・コスタ ×
3R終了 判定3-0（29-28、29-28、30-27）
第12試合 UFC世界フェザー級タイトルマッチ 5分5R
○  イリア・トプリア vs.  アレクサンダー・ヴォルカノフスキー ×
2R 3:32 KO（右フック→パウンド）
※トプリアが王座獲得に成功。

### 各賞
ファイト・オブ・ザ・ナイト：アマンダ・レモス vs. マッケンジー・ダーン
パフォーマンス・オブ・ザ・ナイト：イリア・トプリア、アンソニー・ヘルナンデス、ジャン・ミンヤン
各選手にはボーナスとして5万ドルが授与された。

### カード変更
負傷などによるカードの変更は以下の通り。